# Wereldbeker skeleton 2015/2016
De wereldbeker skeleton 2015/2016 (officieel: BMW IBSF World Cup Bob & Skeleton 2015/2016) liep van 27 november 2015 tot en met 27 februari 2016. De competitie werd georganiseerd door de Internationale Bobslee- en Skeletonfederatie (ISBF), gelijktijdig met de wereldbeker bobsleeën.
De competitie omvatte dit seizoen acht wedstrijden in de twee traditionele onderdelen in het skeleton, mannen en vrouwen individueel. De zevende wereldbekerwedstrijd in Sankt Moritz gold voor de Europese deelnemers tevens als het Europees kampioenschap.
Bij de mannen veroverde de Let Martins Dukurs voor het zevende opeenvolgde seizoen de eindzege. De tweede plaats was voor de Yun Sung-bin, die daarmee de eerste podiumplaats voor Zuid-Korea in de wereldbeker skeleton behaalde. Op de derde plaats eindigde Tomass Dukurs, die voor het vijfde achtereenvolgende seizoen op het eindpodium plaatsnam.
Bij de vrouwen was de eindwinst voor Tina Hermann, vorig seizoen eindigde ze als derde. Op het podium werd ze geflankeerd door haar landgenote Jacqueline Lölling en de Canadese Jane Channell, beide voor het eerst op het eindpodium.

## Wereldbeker punten
De eerste 30 in het dagklassement krijgen punten voor het wereldbekerklassement toegekend. De top 20 na de eerste run gaan verder naar de tweede run, de overige deelnemers krijgen hun punten toegekend op basis van hun klassering na de eerste run. De onderstaande tabel geeft de punten per plaats weer.
| Klassering = punten                          | Klassering = punten                           | Klassering = punten                               | Klassering = punten                          | Klassering = punten                          | Klassering = punten                          |
| -------------------------------------------- | --------------------------------------------- | ------------------------------------------------- | -------------------------------------------- | -------------------------------------------- | -------------------------------------------- |
| 1e = 225 2e = 210 3e = 200 4e = 192 5e = 184 | 6e = 176 7e = 168 8e = 160 9e = 152 10e = 144 | 11e = 136 12e = 128 13e = 120 14e = 112 15e = 104 | 16e = 96 17e = 88 18e = 80 19e = 74 20e = 68 | 21e = 62 22e = 56 23e = 50 24e = 45 25e = 40 | 26e = 36 27e = 32 28e = 28 29e = 24 30e = 20 |

## Mannen

### Uitslagen
| Datum | Plaats       | Eerste         | Tweede                         | Derde            |
| ----- | ------------ | -------------- | ------------------------------ | ---------------- |
| 28-11 | Altenberg    | Martins Dukurs | Aleksandr Tretjakov            | Nikita Tregoebov |
| 04-12 | Winterberg   | Martins Dukurs | Aleksandr Tretjakov Axel Jungk |                  |
| 12-12 | Königssee    | Martins Dukurs | Aleksandr Tretjakov            | Yun Sung-bin     |
| 09-01 | Lake Placid  | Martins Dukurs | Yun Sung-bin                   | Tomass Dukurs    |
| 16-01 | Park City    | Martins Dukurs | Yun Sung-bin                   | Axel Jungk       |
| 23-01 | Whistler     | Martins Dukurs | Tomass Dukurs                  | Yun Sung-bin     |
| 05-02 | Sankt Moritz | Yun Sung-bin   | Tomass Dukurs Martins Dukurs   |                  |
| 27-02 | Königssee    | Martins Dukurs | Yun Sung-bin                   | Tomass Dukurs    |

### Eindstand
| #  | Piloot                | Land | Punten |
| -- | --------------------- | ---- | ------ |
| 01 | Martins Dukurs        | LAT  | 1785   |
| 02 | Yun Sung-bin (J)      | KOR  | 1575   |
| 03 | Tomass Dukurs         | LAT  | 1548   |
| 04 | Axel Jungk            | USA  | 1474   |
| 05 | Dominic Parsons       | GBR  | 1264   |
| 06 | Matthew Antoine       | USA  | 1240   |
| 07 | Michael Zachrau (J)   | GER  | 1184   |
| 08 | Dave Greszczyszyn     | CAN  | 1056   |
| 09 | Barrett Martineau     | CAN  | 1016   |
| 10 | Mattia Gaspari (J)    | ITA  | 0904   |
| 11 | Matthias Guggenberger | AUT  | 0860   |
| 12 | Aleksandr Tretjakov   | RUS  | 0814   |
| 13 | Hiroatsu Takahashi    | JPN  | 0719   |
| 14 | Nikita Tregoebov (J)  | RUS  | 0704   |

| #  | Piloot                    | Land | Punten |
| -- | ------------------------- | ---- | ------ |
| 15 | Lee Hansin                | KOR  | 698    |
| 16 | Nathan Crumpton           | USA  | 619    |
| 17 | Marco Rohrer              | SUI  | 547    |
| 18 | Christopher Grotheer      | GER  | 536    |
| 19 | Pavel Koelikov            | RUS  | 536    |
| 20 | Ronald Auderset           | SUI  | 497    |
| 21 | Ander Mirambell           | ESP  | 451    |
| 22 | Sergej Tsjoedinov         | RUS  | 448    |
| 23 | Aleksandr Moetovin        | RUS  | 442    |
| 24 | Rhys Thornbury            | NZL  | 402    |
| 25 | Anton Batoejv             | RUS  | 394    |
| 26 | Joseph Luke Cecchini      | ITA  | 365    |
| 27 | Kilian von Schleinitz (J) | GER  | 352    |
| 28 | Raphael Maier             | AUT  | 344    |

| #  | Piloot              | Land | Punten |
| -- | ------------------- | ---- | ------ |
| 29 | Kyle Brown          | USA  | 328    |
| 30 | Alexander Auer      | AUT  | 298    |
| 31 | John Farrow         | AUS  | 260    |
| 32 | David Michael Swift | GBR  | 257    |
| 33 | Ed Smith            | GBR  | 236    |
| 34 | Dean Timmings       | AUS  | 144    |
| 35 | Dorin Velicu        | ROU  | 112    |
| 36 | Jeremy Rice         | GBR  | 104    |
| 37 | Rasmus Ottosson     | SWE  | 098    |
| 38 | Florian Auer (J)    | AUT  | 095    |
| 39 | Jack Thomas         | GBR  | 068    |
| 40 | Evan Neufeldt       | CAN  | 056    |
| 41 | Kenny Howard        | GBR  | 050    |
| 42 | Nicholas Timmings   | AUS  | 032    |

 (J) = junior 

## Vrouwen

### Uitslagen
| Datum | Plaats       | Eerste       | Tweede             | Derde              |
| ----- | ------------ | ------------ | ------------------ | ------------------ |
| 27-11 | Altenberg    | Laura Deas   | Tina Hermann       | Jacqueline Lölling |
| 04-12 | Winterberg   | Tina Hermann | Jacqueline Lölling | Jane Channell      |
| 11-12 | Königssee    | Tina Hermann | Jacqueline Lölling | Marina Gilardoni   |
| 08-01 | Lake Placid  | Anne O'Shea  | Marina Gilardoni   | Laura Deas         |
| 16-01 | Park City    | Tina Hermann | Jane Channell      | Janine Flock       |
| 22-01 | Whistler     | Tina Hermann | Anne O'Shea        | Jacqueline Lölling |
| 05-02 | Sankt Moritz | Janine Flock | Tina Hermann       | Marina Gilardoni   |
| 26-02 | Königssee    | Tina Hermann | Jacqueline Lölling | Marina Gilardoni   |

### Eindstand
| #  | Piloot                 | Land | Punten |
| -- | ---------------------- | ---- | ------ |
| 01 | Tina Hermann           | GER  | 1737   |
| 02 | Jacqueline Lölling (J) | GER  | 1550   |
| 03 | Jane Channell          | CAN  | 1410   |
| 04 | Anne O'Shea            | USA  | 1403   |
| 05 | Marina Gilardoni       | SUI  | 1386   |
| 06 | Janine Flock           | AUT  | 1377   |
| 07 | Laura Deas             | GBR  | 1317   |
| 08 | Sophia Griebel         | GER  | 1312   |
| 09 | Elisabeth Vathje (J)   | CAN  | 1152   |
| 10 | Kim Meylemans (J)      | BEL  | 1082   |

| #  | Piloot               | Land | Punten |
| -- | -------------------- | ---- | ------ |
| 11 | Kendall Wesenberg    | USA  | 1064   |
| 12 | Donna Creighton      | GBR  | 0914   |
| 13 | Lelde Priedulēna (J) | LAT  | 0888   |
| 14 | Joska Le Conté       | NED  | 0828   |
| 15 | Jaclyn Narracott     | AUS  | 0692   |
| 16 | Carina Mair (J)      | AUT  | 0592   |
| 17 | Micaela Widmer       | SUI  | 0566   |
| 18 | Jelena Nikitina      | RUS  | 0552   |
| 19 | Olga Potylitsina     | RUS  | 0496   |
| 20 | Joelia Kanakina (J)  | RUS  | 0440   |

| #  | Piloot                    | Land | Punten |
| -- | ------------------------- | ---- | ------ |
| 21 | Maria Orlova              | RUS  | 408    |
| 22 | Takako Oguchi             | JPN  | 400    |
| 23 | Anastasia Shlapak (J)     | JPN  | 382    |
| 24 | Katie Tannenbaum          | ISV  | 378    |
| 25 | Renata Choezina (J)       | RUS  | 340    |
| 26 | Maria Marinela Mazilu     | ROU  | 192    |
| 27 | Ashleigh Fay Pittaway (J) | GBR  | 104    |
| 28 | Cassie Hawrysh            | CAN  | 074    |

 (J) = junior 
1986/1987 · 
1987/1988 · 
1988/1989 · 
1989/1990 · 
1990/1991 · 
1991/1992 · 
1992/1993 · 
1993/1994 · 
1994/1995 · 
1995/1996 · 
1996/1997 · 
1997/1998 · 
1998/1999 · 
1999/2000 · 
2000/2001 · 
2001/2002 · 
2002/2003 · 
2003/2004 · 
2004/2005 · 
2005/2006 · 
2006/2007 · 
2007/2008 · 
2008/2009 ·
2009/2010 ·
2010/2011 ·
2011/2012 ·
2012/2013 ·
2013/2014 ·
2014/2015 ·
2015/2016 ·
2016/2017 ·
2017/2018 ·
2018/2019 ·
2019/2020 ·
2020/2021 ·
2021/2022 ·
2022/2023 ·
2023/2024 ·
2024/2025
Alpineskiën ·
Biatlon ·
Bobsleeën ·
Freestyleskiën ·
Langlaufen ·
Noordse combinatie ·
Rodelen ·
Schaatsen (junioren) ·
Schansspringen ·
Shorttrack ·
Skeleton ·
Snowboarden